# Тиберий Емилий Мамерцин
 Тази статия е за Тиберий Емилий Мамерцин.  За Тиберий Емилий Мамерк вижте Тиберий Емилий Мамерк (консул 470 пр.н.е.).  
Тиберий Емилий Мамерцин (на латински: Tiberius Aemilius Mamercinus) e политик на Римската република. Той произлиза от патрицииската фамилия Емилии.
Мамерцин е през 339 пр.н.е. консул с Квинт Публилий Филон. Той дава на колегата си диктатура и празнува триумф след неговата победа против латините.
През 352 пр.н.е. е вероятно quinquevir mensarius и през 341 пр.н.е. претор.